# Рябіченко Наталія Анатоліївна
Наталія Анатоліївна Рябіченко (нар. 26 грудня 1968) — українська футболістка.

## Життєпис
Футбольну кар'єру розпочала в київському клубі «Арена». Учасниця першого розіграшу чемпіонату України. У складі столичного клубузіграла 17 матчів у Вищій лізі, по завершенні сезону 1993 року, в якому «Арена» виграла чемпіонат та кубок країни, команду було розформовано. А Наталія перейшла до ФК «Донецьк». У команді виступала протягом двох років, за цей час зіграла 8 матчів у Вищій лізі.

## Досягнення
«Арена»
- Вища ліга чемпіонату України
  -  Чемпіон (1): 1993
  -  Срібний призер (1): 1992

- Кубок України
  -  Володар (1): 1993
  -  Фіналіст (1): 1992

«Варна»
- Вища ліга чемпіонату України
  -  Чемпіон (2): 1994, 1995

- Кубок України
  -  Володар (1): 1994
  -  Фіналіст (1): 1995